# Nagrada za igrača godine u napadu NFL-a
Nagrada za igrača godine u napadu NFL-a je nagrada koju svake godine dodjeljuje američka novinska agencija Associated Press igraču u napadu NFL lige kojeg se smatra najistaknutijim u regularnom dijelu sezone. Associated Press nagradu za najboljeg igrača dodjeljuje od 1972. godine. Pravo glasa imaju sportski novinari koji prate NFL ligu. 
Najviše osvojenih nagrada imaju Earl Campbell i Marshall Faulk, igrači koji igraju na poziciji running backa, a osvojili su ju po tri puta. Trenutni osvajač nagrade, za sezonu 2019., je wide receiver New Orleans Saintsa Michael Thomas.

### Osvajači nagrade od 2010. godine
| Sezona | Igrač           | Momčad               | Pozicija      |
| ------ | --------------- | -------------------- | ------------- |
| 2010.  | Tom Brady       | New England Patriots | quarterback   |
| 2011.  | Drew Brees      | New Orleans Saints   | quarterback   |
| 2012.  | Adrian Peterson | Minnesota Vikings    | running back  |
| 2013.  | Peyton Manning  | Denver Broncos       | quarterback   |
| 2014.  | DeMarco Murray  | Dallas Cowboys       | running back  |
| 2015.  | Cam Newton      | Carolina Panthers    | quarterback   |
| 2016.  | Matt Ryan       | Atlanta Falcons      | quarterback   |
| 2017.  | Todd Gurley     | Los Angeles Rams     | running back  |
| 2018.  | Patrick Mahomes | Kansas City Chiefs   | quarterback   |
| 2019.  | Michael Thomas  | New Orleans Saints   | wide receiver |